# Marchena

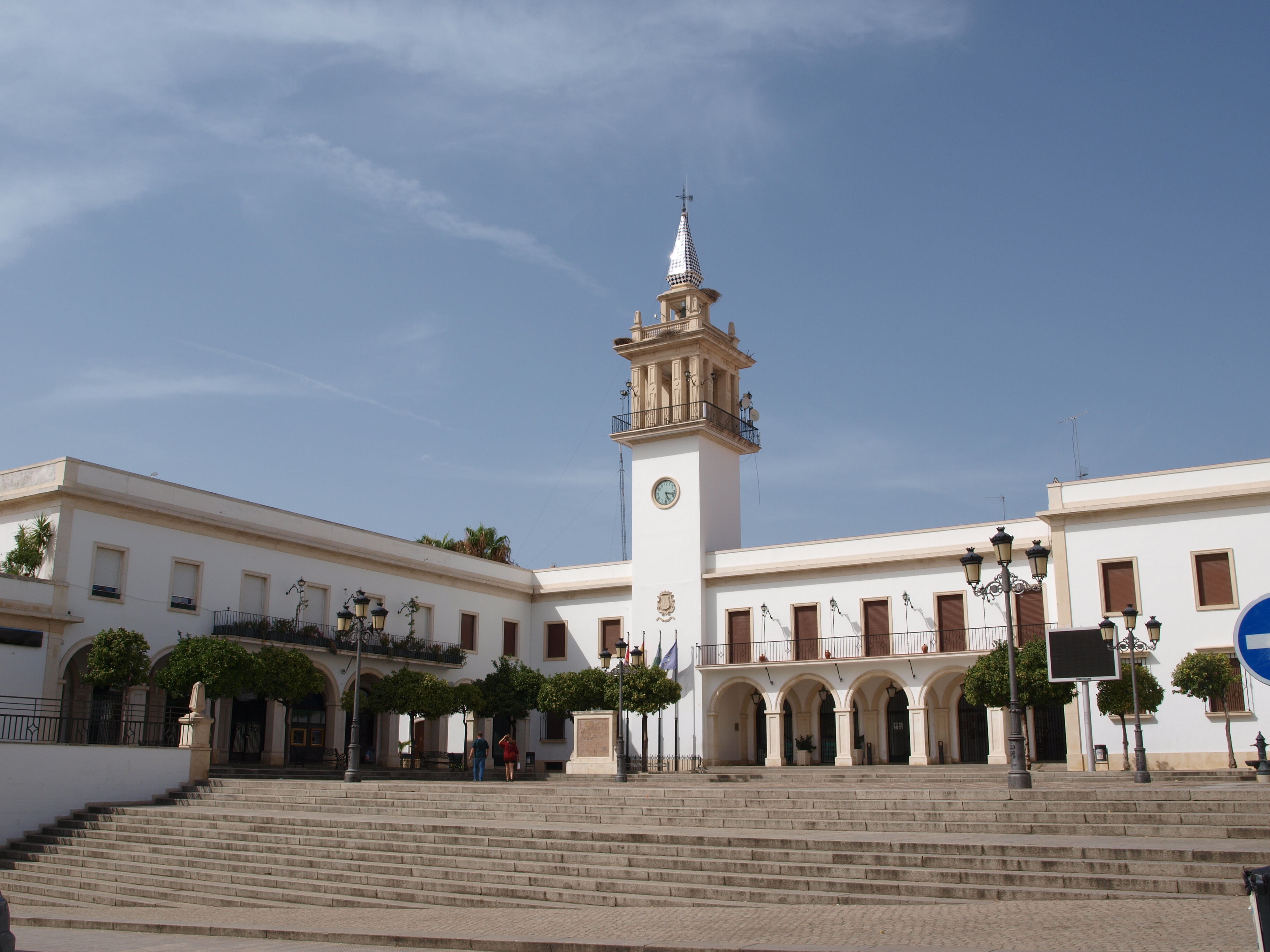
Platz von Marchena

Marchena ist eine südspanische Kleinstadt mit 19.382 Einwohnern (Stand: 2024) in der Provinz Sevilla in der Autonomen Gemeinschaft Andalusien. Der Ortskern wurde als Conjunto histórico-artístico klassifiziert.

## Lage
Marchena liegt knapp 70 Kilometer östlich der Provinzhauptstadt Sevilla bzw. circa 143 Kilometer nordwestlich von Málaga in einer Höhe von circa 135 m ü. d. M. Das Klima im Winter ist gemäßigt, im Sommer dagegen warm bis heiß; die Niederschlagsmengen (ca. 630 mm/Jahr) fallen – mit Ausnahme der nahezu regenlosen Sommermonate – verteilt übers ganze Jahr.

## Bevölkerungsentwicklung
| Jahr      | 1857   | 1900   | 1950   | 2000   | 2020   |
| Einwohner | 13.005 | 12.255 | 20.534 | 17.850 | 19.378 |

Die Einwohnerzahlen der Stadt bzw. der Gemeinde unterliegen seit der zweiten Hälfte des 20. Jahrhunderts nur noch leichten Schwankungen.

## Wirtschaft
Marchena liegt in der ländlichen Zone der Provinz Sevilla, am rechten Rand des Guadalquivir-Tales, begrenzt durch den Zufluss des Corbones. Die Böden werden zu 95 % landwirtschaftlich genutzt, es werden hauptsächlich Getreide und Oliven angebaut.

## Geschichte
Auf dem Gemeindegebiet wurden jungsteinzeitliche Kleinfunde gemacht, auch bronzezeitliche Keramikscherben wurden entdeckt. In der Antike stand die Gegend unter phönizischem, später unter karthagischem Einfluss. Aus römischer Zeit sind lediglich die Fundamente eins Landguts (villa rustica) ausgegraben worden. Aus westgotischer Zeit weiß man so gut wie nichts. Zu Beginn des 8. Jahrhunderts wurde die Region von den Mauren überrannt; sie nannten den Ort Marsenʿah. Um das Jahr 1240 wurde der Ort von den Truppen Ferdinands III. von Kastilien (reg. 1230–1252) zurückerobert (reconquista) und anschließend in das Königreich Sevilla inkorporiert. Im Jahr 1309 kam Marchena in den Besitz von Fernando Ponce de León, einem kastilischen Granden (ricohombre) und Urenkel Alfons IX. von León. Im Jahr 1369 wurde der Ort von den Truppen Muhammads V. von Granada verwüstet. Daraufhin wurde die bereits existierende Stadtmauer (muralla) erneuert.

## Sehenswürdigkeiten

### Kirchen und Klöster
- Kirche San Juan Bautista

Die Johannes dem Täufer (span. Juan Bautista) geweihte, fünfschiffige Kirche wurde um 1490 im Mudéjarstil erbaut. Das Altarbild stammt aus dem 16. Jahrhundert, während der Chor 1715 bis 1717 barock gestaltet wurde. Außerdem befindet sich eine Ausstellung von Goldschmiedearbeiten und Stickereien in der Kirche sowie eine Sammlung von neun Bildern von Francisco de Zurbarán aus dem Jahr 1634. Die Kirche besitzt zwei historische Orgeln.

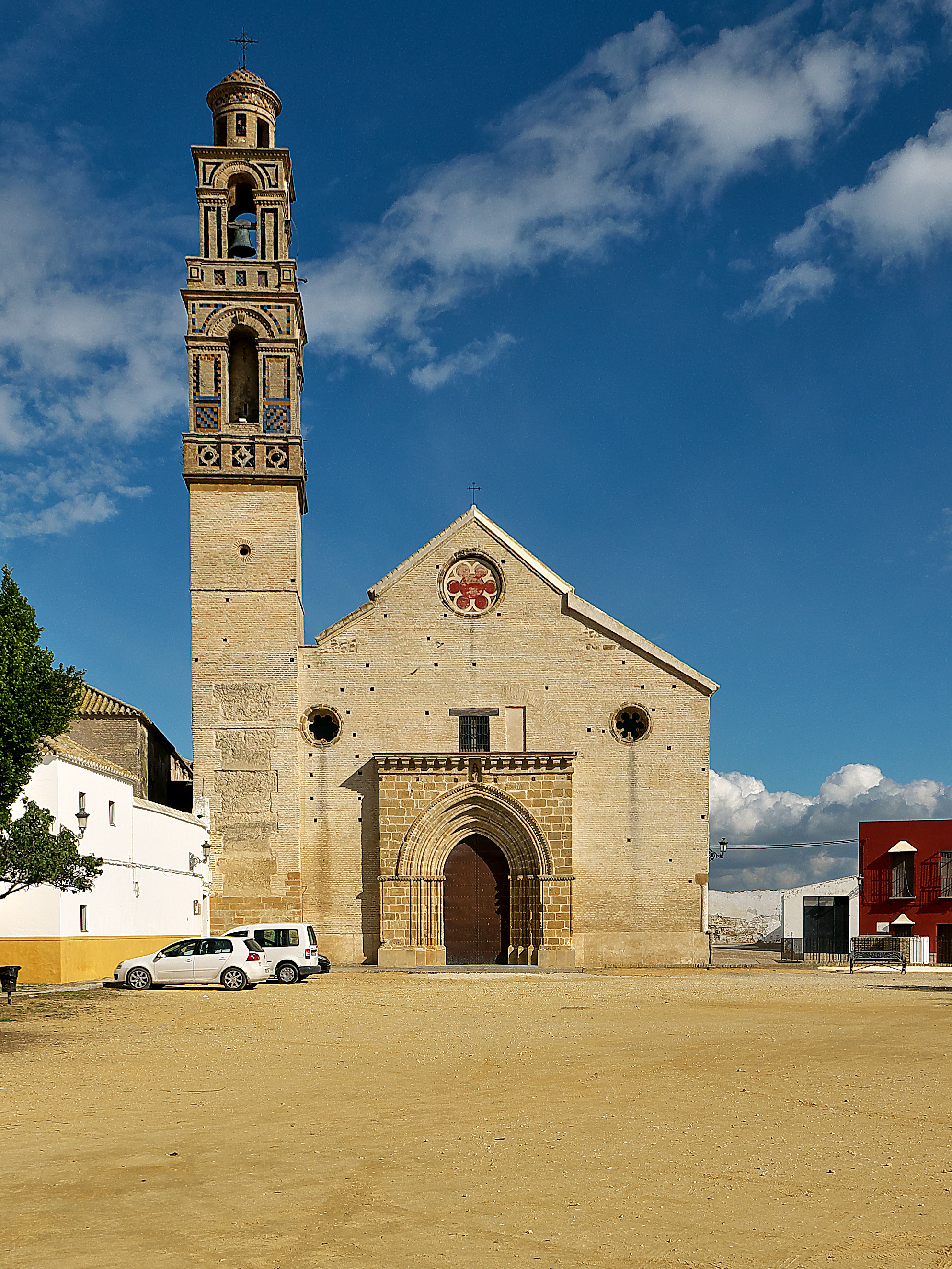
Kirche Santa María de la Mota

- Kirche San Miguel (15. Jahrhundert, Mudéjar)
- Kirche San Sebastián (18. Jahrhundert, barock; Turm aus dem 16. Jahrhundert)
- Kirche Santa María de la Mota (ca. 1360) mit später aufgestocktem Turm
- Kirche Santo Domingo (1517)

Die Kirche wurde von Rodrigo Ponce de León II., dem damaligen Herren von Marchena und Herzog von Arcos gegründet, der in der Kirche begraben wurde. Neben den Grabmalen Ponces und seiner Familie wurden die Wände 1638 mit Kacheln geschmückt. Das Altarbild stammt aus der Renaissance.
- Kirche Veracruz (15./16. Jahrhundert)
- Kloster La Concepción (1623)

Das Kloster wurde von Rodrigo Ponce de León III. gegründet.
- Kloster San Andrés (1537)
- Kloster San Agustín (17. Jahrhundert, barock)
- Kloster Santa Clara (1502)
- Kloster Santa Isabel (16. Jahrhundert)

### Weitere Sehenswürdigkeiten
- Palast der Herzöge von Arcos (18. Jahrhundert)
- historische Stadtbefestigung mit verschiedenen Türmen (u. a. polygonaler Torre del Oro) und Stadttoren (Puerta de Morón, Puerta de Sevilla, auch Arco de la Rosa genannt, Puerta del Tiro de Santa María)

## Bedeutende Persönlichkeiten
- Antonio de Marchena (um 1450–1520), Franziskanerbruder und Förderer von Christoph Kolumbus
- Luis de Bolaños (1550–1629), Franziskanerbruder und Missionar in Paraguay
- Lorenzo Coullaut Valera (1876–1932), Bildhauer
- Pepe Marchena, eigentlich José Tejada Martín (1903–1976), Flamenco-Sänger
- Melchor de Marchena, eigentlich Melchor Jiménez Torres (1907–1980), Flamenco-Gitarrist
- Enrique de Melchor, eigentlich Enrique Jiménez Ramírez (1951–2012), Flamenco-Gitarrist, Sohn von Melchor de Marchena